# Margaret Mary Butler
Margaret Mary Butler (Greymouth, 30 de abril de 1883 - Wellington, 4 de diciembre de 1947) fue una escultora neozelandesa.
Tras viajar por Europa, llamó la atención de Antoine Bourdelle, que le aceptó como alumna.